# Rajd Rosyjska Zima 1982
Rajd Rosyjska Zima 1982 (11. Rallye Russkaya Zima 1982) – jedenasta edycja rajdu samochodowego Rajd Rosyjska Zima rozgrywanego w ZSRR. Rozgrywany był od 13 do 14 lutego 1982 roku. Rajd był pierwszą rundą Rajdowego Pucharu Pokoju i Przyjaźni w roku 1982.

## Klasyfikacja rajdu
| Miejsce                        | Kierowca                       | Pilot                          | Samochód                       | Czas                           | Strata                         |                                |
| Klasyfikacja generalna i RPPiP | Klasyfikacja generalna i RPPiP | Klasyfikacja generalna i RPPiP | Klasyfikacja generalna i RPPiP | Klasyfikacja generalna i RPPiP | Klasyfikacja generalna i RPPiP | Klasyfikacja generalna i RPPiP |
| ------------------------------ | ------------------------------ | ------------------------------ | ------------------------------ | ------------------------------ | ------------------------------ | ------------------------------ |
| 1.                             | Vello Õunpuu                   | Aarne Timusk                   | Lada VAZ 21011                 | 1:37:54                        | -                              |                                |
| 2.                             | Vladimir Goltsov               | Sergey Shtin                   | Moskvich 412                   | 1:38:36                        | +42                            |                                |
| 3.                             | Viktor Moskovskikh             | Anatoliy Kazimirov             | Lada VAZ 21011                 | 1:38:44                        | +50                            |                                |
| 4.                             | Eedo Raide                     | Georg Valdek                   | Lada VAZ 21011                 | 1:38:48                        | +54                            |                                |
| 5.                             | Svatopluk Kvaizar              | Jan Soukup                     | Škoda 130 RS                   | 1:40:21                        | +2:27                          |                                |
| 6.                             | Ladislav Křeček                | Bořivoj Motl                   | Škoda 130 RS                   | 1:43:40                        | +5:46                          |                                |
| 7.                             | Václav Pech sen.               | Jiří Janeček                   | Škoda 130 RS                   | 1:43:40                        | +5:46                          |                                |
| 8.                             | Heiki Ohu                      | Toomas Diener                  | Lada VAZ 21011                 | 1:43:42                        | +5:48                          |                                |
| 9.                             | Vallo Soots                    | Toomas Putmaker                | Lada VAZ 21011                 | 1:45:53                        | +7:59                          |                                |
| 10.                            | Pavel Mikheykin                | Sergey Semenov                 | Moskvich 2140                  | 1:47:45                        | +9:51                          |                                |